# Rey Robinson
Reynaud Syverne "Rey" Robinson (Fort Meade, 1º aprile 1952) è un ex velocista statunitense.

## Biografia
All'età di 20 anni, il 1º luglio 1972, Robinson giunse secondo, preceduto da Eddie Hart, nei trials svoltisi a Eugene per selezionare i tre rappresentanti statunitensi per la gara dei 100 metri alle Olimpiadi di Monaco di Baviera. In quell'occasione entrambi eguagliarono il record del mondo con il tempo di 9"9 (cronometraggio manuale) e vennero indicati come favoriti per una medaglia olimpica nella gara che si sarebbe svolta due mesi dopo.
Tuttavia sia Hart che Robinson, dopo aver facilmente superato il primo turno delle batterie eliminatorie, vennero clamorosamente eliminati dalla corsa alle medaglie perché si presentarono in ritardo alla partenza dei quarti di finale. Il disguido avvenne per colpa del loro allenatore, Stan Wright, che fece riferimento a un programma delle gare con gli orari non aggiornati.
Dal 2001 al 2009 Robinson fu allenatore di atletica alla Florida A&M University: fra i suoi allievi il medagliato olimpico Walter Dix.